# Eva Früh Langraf

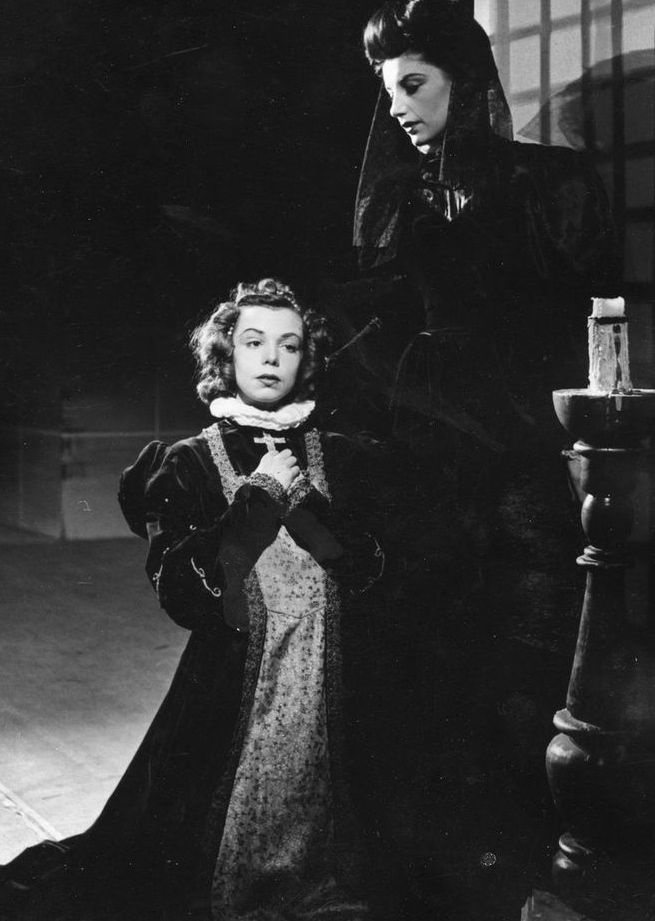
Valerie Steinmann als Gräfin Eboli in Schillers Don Carlos, Chur Februar 1947. Regie: Vasa Hochmann, Bühnenbild: Max Röthlisberger. Rechts: Eva Langraf als Elisabeth. Foto: Theophil Vonow, Chur

Eva Früh Langraf (* 28. August 1919 in Wien; † 11. März 2009 in Zürich) war eine österreichisch-schweizerische Schauspielerin.

## Leben
Die gebürtige Wienerin Eva Früh Langraf war die Tochter von Paul und Therese Mimi Langraf. Sie hatte einen Bruder, Fred Fritz Langraf.
Mit dem Regisseur Kurt Früh war sie bis zu seinem Tode am 24. März 1979 verheiratet. Aus der Ehe gingen zwei Töchter, die Regisseurin Katja Früh (* 1953) und die Schauspielerin Jessica Früh (* 1956) hervor. Nach deren Geburt  widmete sich Früh Langraf hauptsächlich der Familie und trat nur noch gelegentlich auf Bühnen und in Filmen auf.

## Wirken
Ihre Ausbildung erhielt sie an der Frauenbildungsschule und am Bühnenstudio Zürich. Danach spielte sie ab 1939 bis Mitte der 1950er Jahre mehrheitlich an Schweizer Bühnen; beim Film trat sie nur selten in Erscheinung.
Von 1940 bis 1943 hatte sie ihr erstes festes Engagement am Städtebundtheater Biel-Solothurn. Dort trat sie in Shakespeares Der Widerspenstigen Zähmung, Goethes Faust I und Lessings Minna von Barnhelm auf. In den folgenden Jahren folgten eine Vielzahl weiterer Auftritte unter anderem am Zürcher Schauspielhaus, dem Stadttheater Chur, am Sommertheater Winterthur sowie in Zürich am Bernhard-Theater und am Theater am Central sowie am Atelier Theater in Bern.
Ihr Filmdebüt gab sie im Jahr 1940 in der Schweizer Filmproduktion Fräulein Huser, unter der Regie von Leonard Steckel. Ihr nächster Film, Café Odeon unter der Regie ihres Gatten Kurt Früh, kam knapp zwanzig Jahre später zustande. In Deutschland drehte sie im Jahr 1962 den Film Finden Sie, dass Constanze sich richtig verhält? an der Seite von Lili Palmer und Peter van Eyck sowie 1965 Alle meine Söhne unter der Regie von August Everding.

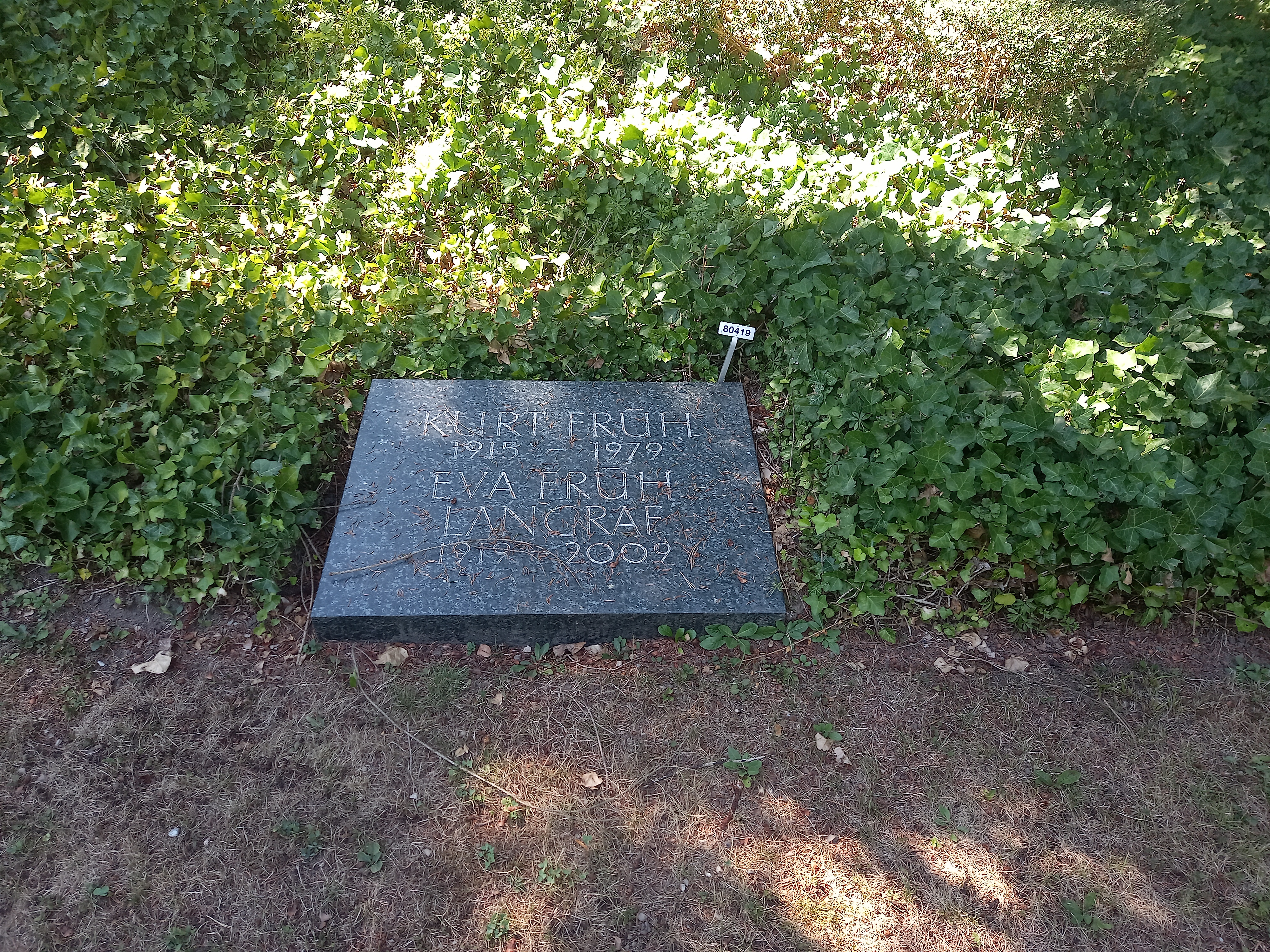
Das Grab von Eva Früh Langraf und ihrem Ehemann Kurt Früh auf dem Friedhof Fluntern in Zürich

Ihr letzter Film wurde im Jahr 1988 mit Klassezämekunft produziert, in dem nochmals eine Vielzahl Schweizer Altstars zusammengeführt wurden. Ihren letzten Auftritt vor der Kamera hatte sie in der Episode Howalds Fall der Fernsehserie Tatort.

## Filmografie
- 1940: Fräulein Huser
- 1959: Café Odeon
- 1962: Es Dach überem Chopf
- 1962: Finden Sie, daß Constanze sich richtig verhält?
- 1965: Alle meine Söhne
- 1971: Fünfundsechzig
- 1973: Die Fabrikanten
- 1988: Klassezämekunft
- 1990: Tatort: Howalds Fall (Filmreihe)